# Věra Čáslavská
Věra Čáslavská (pronuncia ceca [ˈvjɛra ˈtʃaːslafskaː]; Praga, 3 maggio 1942 – Praga, 30 agosto 2016) è stata una ginnasta cecoslovacca.
È la sportiva cecoslovacca più decorata della storia, con sette ori e quattro argenti olimpici, e la ginnasta con più titoli olimpici a livello individuale; al suo palmarès si aggiungono quattro ori, cinque argenti e un bronzo ai Campionati del mondo e undici ori, un argento e un bronzo ai Campionati europei.
Čáslavská è anche l'unica ginnasta, a livello sia maschile sia femminile, ad aver conquistato l'oro olimpico in ogni specialità individuale (concorso individuale, trave, volteggio, corpo libero, parallele asimmetriche). Tra il 1964 e il 1968 è stata imbattuta nel concorso individuale ad ogni manifestazione internazionale.

## Biografia
Nata a Praga, Čáslavská ha iniziato la sua carriera sportiva come pattrinatrice di figura. Nel 1958 debuttò a livello internazionale ai Campionati mondiali di ginnastica artistica che si tennero a Mosca, l'anno seguente giunsero i suoi primi riconoscimenti individuali, l'oro nel volteggio e l'argento alla trave ai Campionati europei di ginnastica artistica femminile.
Continuò a vincere anche all'edizione del 1960 delle Olimpiadi con un argento insieme alla squadra cecoslovacca e un bronzo ai Campionati europei del 1961 per tutte le categorie. Anche nel '62 concorse per un titolo completo, in precedenza questo record era stato raggiunto solo da Larisa Latynina, e vinse il suo primo titolo mondiale, al volteggio. Non partecipò, invece, ai Campionati europei del 1963 a Parigi.
L'apice della sua carriera giunse nel 1964 ai Giochi Olimpici di Tokyo dove vinse in tutte le categorie tra cui oro alla trave e al volteggio, e un altro argento nell'esibizione a squadre. Difese il suo titolo anche nei Campionati europei del 1965 e del 1967 tra cui un punteggio pieno di 10 nel 1967.
Oltre che per i suoi successi sportivi, Čáslavská è conosciuta per il suo dichiarato appoggio al movimento democratico cecoslovacco contro l'occupazione sovietica del 1968. Il suo appoggio al movimento le costò caro, le fu infatti proibito di allenarsi insieme al resto della squadra, per contro la ginnasta si esercitò da sola nelle foreste della Moravia utilizzando dei sacchi di patate come pesi e delle assi di legno come travi, grazie a questo allenamento riuscì a non perdere la sua forma fisica e ai Giochi della XIX Olimpiade di Città del Messico difese il suo titolo completo ottenendo riconoscimenti in tutte e sei le discipline oltre che oro al corpo libero, alle parallele asimmetriche e volteggio.
Alle premiazioni manifestò la sua opinione politica distogliendo ostentatamente lo sguardo durante l'esecuzione dell'inno sovietico alla premiazione della gara del corpo libero vinto da lei a pari merito con la russa Larisa Petrik.
A seguito di ciò e al matrimonio con Josef Odložil, che Čáslavská celebrò nella cattedrale di Città del Messico, la sua popolarità crebbe, ma le sue dichiarate opinioni anti-sovietiche la resero persona non grata al nuovo regime. Fu così costretta al ritiro e le fu impedito per molti anni di volare, lavorare o presenziare ad eventi sportivi. Le autorità cecoslovacche rifiutarono anche di pubblicare la sua autobiografia e insistettero per censurarla quando fu stampata in Giappone.
La situazione migliorò nel 1980 in seguito all'intervento del Comitato Olimpico Internazionale quando la sportiva fu insignita dell'Ordine Olimpico, il massimo riconoscimento sportivo. Dopo la caduta della Cortina di ferro cominciò a ricevere i riconoscimenti negati, tra cui un periodo di presidenza del Comitato olimpico ceco.
È scomparsa nel 2016 all'età di 74 anni a seguito di un tumore del pancreas.

## Vita privata
L'atleta si sposò nel 1968 nella cattedrale di Città del Messico con l'atleta Josef Odložil, dal marito ebbe un figlio e una figlia, Martin e Radka, divorziarono nel 1987.
Il figlio Martin risultò coinvolto in un alterco con il padre nel quale, a seguito di una spinta, Josef batté la testa e morì.
A seguito di questo episodio Čáslavská iniziò a soffrire di depressione per la quale disertò parecchi eventi pubblici e sociali. In seguito parve riuscire a sconfiggere la malattia tornando ad allenare giovani ginnaste e a presenziare in pubblico.

## Palmarès
- Giochi olimpici
  - Roma - 1960: argento nel concorso a squadre.
  - Tōkyō - 1964: oro nella trave, nel volteggio e nel concorso individuale, argento nel concorso a squadre.
  - Città del Messico - 1968: oro nelle parallele, nel volteggio, nel corpo libero e nel concorso individuale, argento nel concorso a squadre e nella trave.
- Campionati mondiali di ginnastica artistica
  - 1958 - Mosca: argento nel concorso a squadre
  - 1962 - Praga: oro nel volteggio, argento nel concorso individuale e a squadre, bronzo nel corpo libero.
  - 1966 - Dortmund: oro nel volteggio, nel concorso individuale e nel concorso a squadre, argento nel corpo libero e nella trave.
- Campionati europei di atletica leggera
  - 1959 - Cracovia: oro nella trave, argento nel volteggio.
  - 1961 - Lipsia: bronzo nel concorso individuale.
  - 1965 - Sofia: oro nella trave, nelle parallele asimmetriche, nel corpo libero, nel volteggio e nel concorso individuale.
  - 1967 - Amsterdam: oro nel concorso individuale, nel volteggio, nelle parallele asimmetriche, nel corpo libero e nella trave.